# Áp thấp nhiệt đới 23W (2017)
Áp thấp nhiệt đới 23W là một áp thấp nhiệt đới của mùa bão Tây Bắc Thái Bình Dương, hình thành ngày 7 và tan ngày 10/10/2017.
Dù áp thấp nhiệt đới không mạnh lên thành bão và lại đổ bộ vào đất liền phía Nam tỉnh Hà Tĩnh nhưng do kết hợp với nhiễu động gió Đông trên cao nên vẫn gây ra gió mạnh cấp 5-6, giật cấp 7-8 cho các tỉnh từ Thái Bình đến Quảng Bình, đặc biệt tại trạm Văn Lý (Nam Định) có gió mạnh ở cấp bão (cấp 8, giật cấp 9) kèm theo mưa rất to ở Bắc Bộ và Thanh Hóa - Quảng Trị.
Mưa lũ tại miền Bắc và Bắc Trung Bộ từ 9-12/10 khiến số người chết và mất tích còn tăng lên rất nhiều. Tính đến 17h ngày 14-10, mưa lũ tại các tỉnh miền Bắc và Bắc Trung bộ đã làm 68 người chết, 34 người mất tích, 32 người bị thương.
Tại tỉnh Ninh Bình, lũ trên sông Hoàng Long đã vượt mức lịch sử năm 1985.

## Lịch sử khí tượng
Vào ngày 7 tháng 10, Cơ quan Khí tượng học Nhật Bản (JMA) đã bắt đầu giám sát tình trạng trầm cảm vùng nhiệt đới yếu phát triển khoảng 125 km (78 dặm) về phía tây bắc Manila, Philippines. Tuy nhiên, Trung tâm Cảnh báo Bão chung (Joint Typhoon Warning) vẫn phân loại là một sự xáo trộn nhiệt đới, với cơ hội "trung bình" phát triển thành một cơn bão nhiệt đới. Vào lúc 10:00 giờ UTC ngày 8 tháng 10, JTWC đã ban hành một Cảnh báo Tốc độ Cơn bão nhiệt đới, trong khi JMA đã xác định rằng hệ thống đã có gió 55 km/h (35 dặm / giờ). Vài giờ sau, JTWC đã bắt đầu đưa ra lời khuyên và nâng cấp hệ thống lên tình trạng áp thấp nhiệt đới, đưa ra chỉ định 23W. JMA đã tuân thủ việc ban hành các khuyến cáo ba giờ sau đó vào ngày 9 tháng 10.
Áp thấp nhiệt đới 23W suy yếu tại bờ biển các tỉnh từ Hà Tĩnh đến Quảng Bình, tiếp tục đi về phía tây bắc yếu đi thành vùng thấp, sau đó vùng thấp đi theo hướng giữa tây bắc và bắc tây bắc và tan dần.

## Tác động
| Quốc gia  | Chết |
| Việt Nam  | 100  |
| Thái Lan  | 9    |
| Tổng cộng | 109  |

### Việt Nam
Mặc dù là một hệ thống yếu, 23W gây ra những tác động nghiêm trọng ở nhiều tỉnh miền bắc Việt Nam. Lượng mưa được ghi nhận từ 100–150 mm (3,9-5,9 inch) ở miền bắc và miền trung của đất nước, đặc biệt là ở các tỉnh Nghệ An và Hà Tĩnh. Nhiều đập thủy điện và hồ phải được thải ra và Bộ Công thương đã thành lập một nhóm làm việc để đảm bảo sự an toàn của 31 hồ thủy điện. Lượng mưa lớn đã góp phần làm ngập lụt, trong đó có năm người đã bị cuốn trôi thêm 5 người bị thương trong khu vực Trạm Tàu. Các nỗ lực cứu hộ đã cứu được 28 người từ "vùng nguy hiểm". Có khoảng 740 ngôi nhà bị ngập lụt, trong đó có 30 ngôi nhà bị phá hủy hoàn toàn. Các lực lượng huy động tới 2.200 người, bao gồm quân đội, công an, đoàn thanh niên và các cơ quan bảo vệ dân sự, cùng với nhiều phương tiện để tìm kiếm nạn nhân bị mất tích, cũng như hỗ trợ người dân trong khu vực. Hơn nữa Sông Hồng (Châu Á) được dự báo đạt mực nước từ 3–50 cm.
Ngày 12 tháng 10, một trận lở đất xảy ra tại một huyện ở Hòa Bình, nơi chôn bốn hộ gia đình. Số lượng ngôi nhà bị ngập đã tăng đến 16.700. Hơn 39.300 ha cây trồng bị hư hại cùng với hai con đê. 1.200 gia súc và gần 40.000 gia cầm đã bị giết hoặc tràn ra khỏi lũ lụt hoặc sạt lở đất. Lượng mưa tại huyện Mai Châu đã lên đến 390 mm (15,3 inch), trong khi huyện Kim Bôi có tổng cộng 450 mm (17,7 inch). Huyện Lương Sơn có 13 ha lúa bị hư hại cùng với 97 ha cây nông nghiệp khác và 7 ha cây ăn quả. 6 km đường bộ và 4 km kênh cũng bị hư hại do lũ lụt. Chữ thập đỏ Việt Nam đã cung cấp cho các gia đình bị ảnh hưởng bởi lở đất tại Phú Cường khoảng 250 triệu đồng.
Thống kê về thiệt hại từ tỉnh Yên Bái được tính là 160 tỷ ₫ (5,28 triệu USD) với 29 người chết, mất tích và bị thương, trong khi Sơn La có 59 tỷ ₫ (2,6 triệu USD), và Phú Thọ có 22,48 - 22,8 tỷ ₫ (1 triệu USD). Huyện Lương Sơn có thiệt hại lên đến 25 tỷ ₫ (1,12 triệu USD), và Lạc Sơn bị thiệt hại khoảng 16 tỷ ₫ (700 nghìn USD). Tính đến ngày 13 tháng 10, đã có 54 người chết trong khi 39 người vẫn còn thiếu. Hầu hết các trường hợp tử vong được ghi nhận từ huyện Hoà Bình với tổng số 13 người.
Tổng cộng có 100 người thiệt mạng và thiệt hại hơn 13 nghìn tỷ ₫ (572 triệu USD).

### Thái Lan
Mặc dù đổ bộ vào Việt Nam, 23W đã gây ra lũ lụt nghiêm trọng ở Thái Lan và khiến tổng cộng 9 người chết. Tính đến ngày 19 tháng 10, thiệt hại do lũ lụt ước tính lên tới 30 triệu USD.

## Ảnh hưởng phá rừng
Khi báo chí đề cập, phá rừng có phải là nguyên nhân khách quan chính, Tổng cục trưởng Tổng cục phòng chống thiên tai (PCTT) Trần Quang Hoài thừa nhận đây là câu chuyện lớn của Việt Nam: "Hiện đi lên khu Sơn La, Yên Bái, nhiều đồi, nhiều rừng đã bị cạo trọc trong khi trước đây rừng ngút ngàn che chắn. Chúng ta đang trả giá và sẽ còn tiếp tục phải trả giá vì để trồng rừng nguyên sinh tạo ra tấm giáp cần nhiều chục năm." 